# قرار مجلس الأمن التابع للأمم المتحدة رقم 1843
قرار مجلس الأمن التابع للأمم المتحدة رقم 1843 المتخذ بالإجماع في 20 نوفمبر 2008.

## القرار
أذن مجلس الأمن بزيادة مؤقتة في القوام العسكري لبعثة منظمة الأمم المتحدة في جمهورية الكونغو الديمقراطية بما يصل إلى 785 2 فردا عسكريا، وقوام وحدة الشرطة المشكلة التابعة لها حتى 300 فرد.
وباتخاذ القرار 1843 (2008) بالإجماع، أذن المجلس، متصرفا بموجب الفصل السابع من ميثاق الأمم المتحدة وعملا بتوصيات الأمين العام الواردة في رسالته المؤرخة 12 تشرين الثاني / نوفمبر (الوثيقة S / 2008/703)، بالنشر الفوري لهؤلاء الأفراد حتى 31 ديسمبر. وأعرب عن نيته تمديد هذا الإذن بمناسبة تجديد ولاية البعثة، وشدد على أن مدة بقاء القوات الإضافية ستتوقف على الحالة الأمنية في مقاطعتي كيفو.
وشدد المجلس على أن الزيادة المؤقتة في الأفراد تهدف إلى تمكين البعثة من تعزيز قدرتها على حماية المدنيين وإعادة تشكيل هيكلها وقواتها ونشرها على النحو الأمثل. وشدد على أهمية تنفيذ البعثة لولايتها بالكامل، بما في ذلك من خلال قواعد اشتباك صارمة.
وبعد التصويت، قال ممثل جنوب أفريقيا إن وفده أيد القرار لأن الحالة في شرق جمهورية الكونغو الديمقراطية، ولا سيما حول مدينة غوما، تتدهور بسرعة كبيرة والحالة الإنسانية تزداد سوءا. وبينما سُر بالزيادة في عدد حفظة السلام، شدد على ضرورة أن تمضي العملية السياسية قدما. وفي هذا الصدد، رحب بتعيين الأمين العام للرئيس النيجيري أولوسيغون أوباسانجو للمساعدة في هذه العملية. وأعرب عن أمله في أن يسهم القرار أيضا في تشجيع العملية السياسية.

## روابط خارجية
- نص القرار في undocs.org